# Arkadiusz Jawień
Arkadiusz Jerzy Jawień (ur. w 27 grudnia 1952 w Gorzowie Wielkopolskim) – polski chirurg, profesor nauk medycznych, były kierownik Kliniki Chirurgii Naczyniowej i Angiologii w Szpitalu Uniwersyteckim nr 1 im. Antoniego Jurasza w Bydgoszczy.

## Życiorys
Urodził się 27 grudnia 1952 w Gorzowie Wielkopolskim jako syn Edwarda i Janiny z domu Koch.
W latach 1959–1967 uczęszczał do Szkoły Podstawowej nr 7, a w latach 1960–1967 do Państwowej Szkoły Muzycznej w Gorzowie, którą ukończył w klasie skrzypiec. W latach 1967–1971 uczeń klasy o profilu matematyczno-fizycznym w Liceum Ogólnokształcącym Nr 19 im M. Skłodowskiej-Curie. W 1971, po pomyślnym złożeniu egzaminów wstępnych, został przyjęty w poczet studentów Wydziału Lekarskiego Akademii Medycznej w Poznaniu, którą ukończył po 6 latach, uzyskując stopień lekarza. Pracę zawodową rozpoczął 1 października 1977.  
W lutym 1983 uzyskał 3-miesięczne stypendium naukowe rządu belgijskiego, które pozwoliło mu na pobyt na uniwersytecie Katholieke Universiteit Leuven. W trakcie pobytu miał okazję zapoznać się z nowymi technikami operacyjnymi w chirurgii naczyniowej, w tym z nowym sposobem udrożnienia aorty i tętnic biodrowych. 
18 września 2013 został wybrany prezydentem Europejskiego Towarzystwa Chirurgii Naczyniowej na rok 2015.
Prezes Polskiego Towarzystwa Leczenia Ran. W latach 2018–2020 prezes Polskiego Towarzystwa Chirurgii.
W 2016 został wybrany do Rady Europejskiego Towarzystwa Leczenia Ran jako przedstawiciel organizacji współpracujących. Jest jedynym Polakiem będącym członkiem tego stowarzyszenia. 

## Życie prywatne
Jestem żonaty z Zofią, posiadającą magistrum z wychowania fizycznego. Ma syna Andrzeja (lekarza Uniwersytetu medycznego w Poznaniu) oraz córkę Aleksandrę (architektkę), jak i siedmioro wnucząt. Jest mieszkańcem bydgoskiego osiedla Miedzyń.